# Oigney
Oigney ist eine Gemeinde im französischen Département Haute-Saône in der Region Bourgogne-Franche-Comté.

## Geographie
Oigney liegt auf einer Höhe von 275 m über dem Meeresspiegel, sechs Kilometer nordnordwestlich von Combeaufontaine und etwa 27 Kilometer nordwestlich der Stadt Vesoul (Luftlinie). Das Dorf erstreckt sich im Nordwesten des Departements, in der leicht gewellten Landschaft am Ostrand des Plateaus von Langres, am Rand der Höhen von Cherlieu.
Die Fläche des 7,97 km² großen Gemeindegebiets umfasst einen Abschnitt im Bereich des Plateaus westlich des Saônetals. Der Hauptteil des Gebietes wird von einer leicht gewellten Hochfläche eingenommen, die durchschnittlich auf 260 m liegt und überwiegend landwirtschaftlich genutzt wird. Bei Oigney beginnt eine Talmulde, die topographisch zum Einzugsgebiet der Gourgeonne gehört. Gegen Nordwesten steigt das Gelände allmählich an zu den bewaldeten östlichen Ausläufern des Plateaus von Langres. Die nordwestliche Grenze wird durch den Höhenzug des Bois des Noues (323 m) und des Grand Bois markiert. Mit 349 m wird im Grand Bois die höchste Erhebung von Oigney erreicht. Das Gebiet um Oigney besteht aus einer Wechsellagerung von kalkigen und sandig-mergeligen Sedimenten der unteren Jurazeit.
Nachbargemeinden von Oigney sind Bougey im Norden, Augicourt im Osten, Semmadon und Melin im Süden sowie Montigny-lès-Cherlieu im Westen.

## Geschichte
Zahlreiche Funde aus der gallorömischen Epoche, insbesondere Mosaiken und Münzen, weisen auf eine frühe Besiedlung des Gebietes hin. Erstmals urkundlich erwähnt wird Oigney im Jahr 1127. Im Mittelalter gehörte das Dorf zur Freigrafschaft Burgund und darin zum Gebiet des Bailliage d’Amont. Die lokale Herrschaft hatten zunächst die Herren von Pesmes inne, bevor sie 1386 an die Baronie Rupt überging. Zusammen mit der Franche-Comté gelangte Oigney mit dem Frieden von Nimwegen 1678 definitiv an Frankreich. Heute ist Oigney Mitglied des acht Ortschaften umfassenden Gemeindeverbandes Communauté de communes des Vertes Vallées.

## Sehenswürdigkeiten
Die Kirche Saint-Martin stammt ursprünglich von 1239, wurde später jedoch mehrfach verändert. Sie beherbergt eine reiche Ausstattung, darunter den Hauptaltar (1747), Täfelung im Chorraum von 1708 und verschiedene Gemälde. 
Auf dem Gemeindegebiet stehen mehrere Kalvarienberge aus dem 18. Jahrhundert; derjenige vor der Kirche zeigt Teile der Passionsgeschichte. 
Am Dorfplatz befindet sich das Lavoir Hôtel des Bavardes, das einst als Waschhaus und Viehtränke diente.

## Bevölkerung
| Jahr                       | 1962 | 1968 | 1975 | 1982 | 1990 | 1999 | 2006 |
| Einwohner                  | 122  | 114  | 84   | 64   | 49   | 50   | 50   |
| Quellen: Cassini und INSEE |      |      |      |      |      |      |      |

Mit 41 Einwohnern (1. Januar 2022) gehört Oigney zu den kleinsten Gemeinden des Département Haute-Saône. Nachdem die Einwohnerzahl in der ersten Hälfte des 20. Jahrhunderts deutlich abgenommen hatte (1926 wurden noch 216 Personen gezählt), wurden seit Beginn der 1980er Jahre nur noch geringe Schwankungen verzeichnet.

## Wirtschaft und Infrastruktur
Oigney ist noch heute ein vorwiegend durch die Landwirtschaft (Ackerbau, Obstbau und Viehzucht) und die Forstwirtschaft geprägtes Dorf. Außerhalb des primären Sektors gibt es nur wenige Arbeitsplätze im Ort. Einige Erwerbstätige sind auch Wegpendler, die in den größeren Ortschaften der Umgebung ihrer Arbeit nachgehen.
Die Ortschaft liegt abseits der größeren Durchgangsachsen an einer Departementsstraße, die von Augicourt nach Malvillers führt. Weitere Straßenverbindungen bestehen mit Combeaufontaine und Bougey.